# 烈山区
烈山区是中國安徽省淮北市下辖的一个市辖区。烈山辖区面积53.8平方公里，人口約25万人。區人民政府駐楊莊街道。

## 行政区划
烈山区下辖4个街道办事处、3个镇：
杨庄街道、临海童街道、百善街道、任楼街道、烈山镇、宋疃镇、古饶镇和烈山区工业园。

## 人口
截至2020年11月1日零時，烈山區常住人口249237人。

## 资源
- 煤炭、高岭土、石灰岩。

## 特产
塔山石榴：中国地理标志产品。